# Konwencja Tampere
Konwencja Tampere (pełny tytuł: Konwencja Tampere o udostępnianiu zasobów telekomunikacyjnych do zapobiegania katastrofom i usuwania ich skutków) – wielostronny traktat ustalający reguły wykorzystywania telekomunikacji w działaniach ratowniczych, zwłaszcza w działaniach transgranicznych. 
Konwencja została przyjęta 18 czerwca 1998 roku przez delegatów 75 krajów (w tym Polski) na Międzyrządową Konferencję o Telekomunikacji Kryzysowej (ICET-98), która miała miejsce w Tampere w Finlandii. Po jej ratyfikowaniu przez 30 krajów konwencja weszła w życie 8 stycznia 2005 roku. Polska nie ratyfikowała tej konwencji.
Konwencja Tampere wzywa państwa do ułatwienia udostępniania wsparcia telekomunikacyjnego w  usuwaniu skutków katastrof, w zakresie budowy i eksploatacji środków świadczenia niezawodnych i elastycznych usług telekomunikacyjnych. Mają być usunięte bariery regulacyjne utrudniające łączność, takie jak: wymogi licencjonowania częstotliwości radiowych, ograniczenia importu wyposażenia telekomunikacyjnego czy utrudnień w ruchu zespołów ratowniczych.
Konwencja opisuje procedury zamawiania i udostępniania wsparcia telekomunikacyjnego, respektujące prawa państw do kierowania i koordynowania na swoim terytorium działań prowadzonych w ramach Konwencji. Działania te mają być oparte na ewidencji zasobów (ludzkich i materialnych) do zapobiegania katastrofom i usuwania ich skutków oraz na planach identyfikujących kroki potrzebne do wykorzystania tych zasobów.